# Krekelenberg
De Krekelenberg is een helling in de Belgische provincie Vlaams-Brabant. De beklimming eindigt in een doodlopende straat, maar via een smalle asfaltstrook kan je met de fiets verder rijden tot aan de N28.

## Wielrennen
De helling is opgenomen in de Cotacol Encyclopedie met de 1.000 zwaarste beklimmingen van België.